# هوكر هيرون
هوكر هيرون (بالإنجليزية: Hawker Heron)‏ هي طائرة مقاتلة أنتجت في المملكة المتحدة. من صناعة طائرات هوكر. كان أول طيران لها في 1925. صنع منها نموذج واحد.